# Peter Simmel
Peter Simmel (* 7. Juni 1959) ist ein deutscher Einzelhandelsunternehmer. Er führt eine regionale Edeka-Ladenkette mit 24 Filialen in Sachsen, Thüringen und Bayern, rund 1.000 Mitarbeitern und einem Umsatz von 178 Millionen Euro (2017).

## Leben
Der gebürtige Bayer eröffnete 1981, 22-Jährig, einen Handel in seiner Garage, mit dem er Metzgereien in Ober- und Niederbayern mit Lebensmitteln und Verpackungsmaterial belieferte. Nach eigenen Angaben erreichte er 1987 einen Umsatz von fünf Millionen DM.
Kurz nach der Wiedervereinigung ging er nach Sachsen, wo er 1990 seinen ersten Edeka-Supermarkt in Chemnitz-Mittelbach eröffnete. Im Jahr 2000 erreichte sein Unternehmen bereits die Umsatzmarke von 50 Millionen Euro. 2005 eröffnete er den ersten Supermarkt in Bayern. Im Jahr 2008 erzielte seine Gruppe einen Umsatz von 106 Millionen Euro.
Von Juni 2005 bis Januar 2010 war er Nachfolger von Jörg Hieber als Aufsichtsratsvorsitzender der Edeka-Gruppe, seit dem 10. Januar 2010 ist er Mitglied des Aufsichtsrates.
Ende April 2009 machte Simmel Schlagzeilen, als er mit einer zweimotorigen Cessna 421 eine Notwasserung im Mühlenberger Loch bei Hamburg mit nur leichten Verletzungen überlebte.
Von 2017 bis 2023 betrieb Simmel in Dresden das DDR-Museum, welches auf Grund von Besuchermangel schließen musste.
Simmel lebt in Chemnitz-Grüna, wo er seit 2017 auch eine Kletterhalle betreibt.
Im März 2018 verkaufte die Stadt Eibenstock an Peter Simmel den Berggasthof auf dem Auersberg.

## Kontroversen
Infolge einer Anzeige der Gewerkschaft Ver.di wegen Verdachts des Sozialabgabenbetrugs und Verdachts der rechtswidrigen Überwachung von Mitarbeitern ermittelte 2010 die Staatsanwaltschaft Chemnitz. Er trat daraufhin von seinem Posten als Aufsichtsratsvorsitzender von Edeka zurück. Simmels Nachfolger als Edeka-Aufsichtsratschef wurde Adolf Scheck. Die Vorwürfe gegenüber Simmel wurden im Nachgang von der Justiz entkräftet.
Im Januar 2024 geriet Simmel mit einem Werbeprospekt in die Kritik. Zur Unterstützung der Anti-Rechts-Demonstrationen war im großen roten I-Punkt des Schriftzuges „Simmel“ der Slogan „Für Demokratie – Gegen Nazis“ zu lesen. Da sich damit viele Kunden, die mit der Regierungspolitik nicht einverstanden waren, als „Nazis“ tituliert fühlten, kam es zu Protesten und Boykotts der Simmel-Filialen. Simmel zog daraufhin das Flugblatt zurück und entschuldigte sich bei seinen Kunden. Im Nachgang forderte der rechtsextreme Aktivist Martin Sellner auf seinem Telegram-Kanal dazu auf, Simmel zu boykottieren: „Kein Sachse und Deutscher sollte dort noch sein Geld lassen.“